# Passerelles du Gouray
Les passerelles du Gouray ont été construites pour la ligne Collinée - Dinan des chemins de fer des Côtes-du-Nord sur la commune du Gouray. Elles ont été construites après le départ de l'ingénieur en chef Louis Harel de la Noë et de ce fait diffèrent des autres ouvrages d'art du réseau.
La première passerelle, appelée Pont des Planchettes est longue de 77 mètres pour 14 travées.
Elle existe toujours. 
À environ 300 m au nord-est, la seconde passerelle était composée de 10 travées.
Elle a été partiellement détruite pour le passage d'une route. 